# RKBエキサイトホークス
RKBエキサイトホークス（アールケービーエキサイトホークス）はRKB毎日放送（RKBラジオ）で放送されているプロ野球中継である。みずほPayPayドームに本拠をもつ福岡ソフトバンクホークス戦を中心に放送している。

## 番組概要
火曜 - 金曜の17:48から原則として試合終了まで放送（ただし試合があまりにも長時間に渡った場合は23:50で中継を終了する）。土曜・日曜はホークス戦の開催時間に合わせた時間不定の定時番組として放送。月曜は基本的に定時放送せず、ホークス戦の試合がある場合のみ放送している。なお2017年度までは17:55からの放送開始だったが、2018年度から7分繰り上がった。
1978年（昭和53年）までは（西鉄→太平洋クラブ→クラウンライター）ライオンズが福岡に本拠を置いていたため、RKBの放送も当然ライオンズ戦中心だった。ライオンズが埼玉県所沢市に本拠地移転した後南海ホークスの福岡移転まで（1979年〜1988年）は、原則として巨人戦優先としTBSラジオまたはラジオ関東（現・RFラジオ日本）制作のJRN全国ネット本番カードをフルネットした。ただし放送権や移動日が理由でJRNナイターの本番カードが非巨人戦を編成した日を中心に、RKBが独自に西武戦を予備カードから繰り上げて本番カードに差し替える場合がみられた。なお、リーグを問わず福岡県内で開催される試合について、TBSが直接乗り込む巨人主催ゲーム以外を中心にRKBが自社制作することがあった。
1989年（平成元年）に福岡ダイエーホークスが誕生した後は、ホークス戦中心の放送となるが、ホークスの試合がない場合、または雨天中止時は従来通りJRNナイター（もしくは『プロ野球ネットワーク』）のネット受けをしてきた（詳しくは後述）。ただし、2017年7月6日はホークスの試合が組まれておらず、本来であれば広島対巨人戦を放送するところ、平成29年7月九州北部豪雨の報道特別番組に切り替えたなどの例もある。2018年度にはTBSラジオが野球中継そのものから撤退したため、ホークス一軍の試合がない日は「もっと!鬼スポ花の応援団」（2019年・2020年は同番組に代わり「ホークス花の応援団 集会所」または「ホークス&スポーツ 特別版」、2021年以降は日替わりの特別番組）を放送するか、他のJRN系列局等が中継する試合（2018年・2019年はタマホームスタジアム筑後で行われる二軍戦（ウエスタンリーグ）も）を中継している。
また、ヤクルト主催のゲームはNRN独占のため、交流戦でヤクルト主催のソフトバンク戦が行われる場合は裏番組の九州朝日放送（KBCラジオ）『ホークスナイター』の独占となり、RKBではホークス戦がない時と同様の措置がとられる。ただし、NPBの主催で開催される日本シリーズはヤクルトのホームゲームであってもTBS-RKB-JRNでの中継が可能なため、ヤクルトとソフトバンクが対戦する2015年は、ヤクルト主管の第3 - 5戦においてRKBが乗り込み自社制作を実施している。
2009年までは、ナイター中継については「RKBエキサイトナイター」、デーゲーム中継は「RKBエキサイトホークス」（2007年 - ）としていたが、2010年より中継タイトルを「RKBエキサイトホークス」に統一。現在は、プロ野球レギュラーシーズンの公式戦が143試合であることにちなんで、「143人の日替わりヒーローは誰だ?」というキャッチフレーズを用いている。
日曜のデーゲームは、2006年までは「RKBサンデーホークス実況中継」及び「RKBスポーツスペシャル」のタイトルで放送していた。日曜デーゲームについても試合終了まで完全放送しているが、2014年のみは「宗次郎 オカリーナの森から」の放送を優先していたため、13:00試合開始の場合は最大延長を18:00までに制限。14:00試合開始の場合も「エキサイトホークス」としては18:00で一旦打ち切るが、「オカリーナの森から」終了後も試合が続いていれば、後続の「こだわりハーフタイム」の中で最大19:00まで中継を続けていた。2015年からは日曜デーゲームも原則試合終了までの放送に戻っている。
なお、土曜日のデーゲームについては、2009年まではワイド番組を放送している関係上、開幕戦やクライマックスシリーズなど重要なカードを除いて、原則放送しなかった。2010年からは、土曜日のデーゲームについても、原則として試合開始 - 試合終了まで放送するようになった（逆に土曜日のナイターの定時放送を廃止した。これはTBSラジオの週末ナイター中継の取りやめに伴う措置である）。ただし、13時開始の試合については、2022年度までは自社制作の通常番組を放送した後、13:54からの放送となっていたが、2023年度からは該当試合も試合開始から中継可能となった。また、延長になった場合はウイークエンドネットワークを優先して17:45で終了することがある。その他、土曜ナイターについても23:00、日曜ナイターについても21:40で終了することがある。
また、平日のデーゲームについては、かつては祝日である場合に限り特別番組扱いで生中継していた（この場合、ナイター枠ではJRN全国中継をネット受けする）。祝日ではない場合は長寿番組「歌謡曲ヒット情報」（2010 - 2015年度はそのリニューアル版「エンタメバラエティ THE☆ヒット情報」）を優先するため、当該カードをナイター枠で録音放送するか、一切中継せずにJRN全国中継をネット受けするかの、どちらかの対応となっていた。しかし「 - ヒット情報」が終了したこともあり、2017年シーズンは祝日でない場合も含めて平日のデーゲームもすべて中継するようになった。
2006年は、長崎放送（NBCラジオ佐賀含む）、熊本放送、大分放送に火曜日のナイター中継のネット（以上3局はホークスがビジターの場合もRKBと同一内容をネットする）、交流戦の「ソフトバンクvs巨人」戦で、「ラジオ日本ジャイアンツナイター」への裏送りを行なった（その後は解説者派遣という形の制作協力、もしくはRF自主制作への技術協力のみ）。2016年度からは、RF・TBSの相互提携が本格再開されたため・、「ソフトバンク対巨人」における本番組のRF系各局へのネットのほか、ソフトバンク戦非開催時などにはRF制作の巨人戦のネット受けもされている。これ以外にも2012年の火曜日はソフトバンクのホームゲームで、かつ九州内開催の場合に限り、先述の3局に加えて南日本放送にも火曜日のナイター中継をネットする（関東開催など現地局制作の場合は、ビジターゲーム相当と扱われ、南日本放送へはネットされない）。2008年は、宮崎放送に日曜日のデーゲーム中継をネットした。
2018年度は従来の長崎放送・熊本放送・大分放送・南日本放送と合わせて、山口放送が新たに火曜日のネット局に加わった。
番組終了後には2009年までは「ホークス歌の応援団」が放送されていた（ナイトゲームは21時以降、デーゲームは16時以降も中継延長となった場合、中継終了直後「RKBラジオです」というステーション名コールを挟みステブレレスで接続）。2010年以降はナイター後座番組が「新音楽コンテンツ オキラク」に変更され、代わりに平日夕方ワイド番組およびデーゲーム後座番組として「ホークス花の応援団」を放送していた（2012年からオキラクが22時スタートとなったため、花の応援団の第2部がフィラーの扱いで開始されている。22時以降の番組が変更されてからもこの扱いは2018年まで継続）。2019年はナイター後座番組が「カリメン」に変更されたため、「花の応援団」は定時で編成せず、デーゲームや土・日・月曜ナイターの後座番組としてのみ放送している。なお、「花の応援団」は2021年以降、その年のホークスのキャッチコピーを織り込んだ名称に改称し、2023年現在は「RKBエキサイトホークス応援団」として放送されている。
また、福岡ヤフオクドームで行われるソフトバンク主催の公式戦実施日（中継を行わない日は除く）に、レンタルラジオの貸し出しサービスを実施している。（7番ゲート「王貞治ベースボールミュージアム」横にて。レンタル料1500円。基本的にデーゲームは12時、ナイターは17時から貸し出し受付開始。返却は試合終了30分後以内）
2023年シーズンからは、競合局であるKBCラジオがホークス戦全試合中継を打ち切った（土・日曜の全ビジターゲームを非実況）のに伴い、「週末、土日もRKBエキサイトホークス!!」のキャッチフレーズも使用している。これに合わせ、土・日曜分の予備カード補充を開始（デーゲームも含む。ナイトゲームに関しては再開）した。また、当該試合をNHK R1が放送しない場合は「福岡地区ラジオ独占」をアピールしている。しかし、2024年シーズンからは、それまでオフシーズンのみの放送であった「GOGO競馬サタデー!」「GOGO競馬サンデー!」を、ラブエフエム国際放送から移管される形で通年放送することになり、かつ最優先で放送する方針となったため、15時台は中継を中断することになった。また最大延長が土曜は17:00まで日曜は17:35までに制限され、この時間以降ホームビジター関係無く試合が続いていても強制打ち切りとなったが、6月8日からは土曜に限り試合終了まで中継する方針に戻した。このため、当該試合をNHK R1やKBCが放送しない場合、ラジオ中継がない時間帯が発生することになる。

### ポストシーズン（プレーオフ→クライマックスシリーズ、日本選手権シリーズ）
クライマックス・パはソフトバンクの絡む試合のみ放送（ソフトバンクがリーグ優勝してファイナルステージからの出場の場合、ファーストステージは放送しない）。日本シリーズについては、以前はソフトバンクの出場に関係なく放送していたが、2010年以降はソフトバンク出場時のみの放送となった（競合局のKBCも、2年後の2012年から同様の対応となった）。
そのため、ソフトバンクが出場しない年の日本シリーズのラジオ中継は、福岡地区ではNHK R1の独占となるが、NHKの19時台はニュース（『きょうのニュース』）による中断がある上、今後もこの体制が続くと、NHKが日本シリーズ開催と衆議院の解散または任期満了による総選挙と重なった際の日曜日（主に第2・7戦）に開票速報を優先し、かつ他の国際スポーツイベントにおける日本代表戦中継と重なるなどの理由でNHK-FMへの迂回編成ができなかったり、その他地震・台風などの災害（この場合は試合自体が行われない可能性もある）や事故・大事件等で報道特別番組を優先すると、radikoプレミアム経由以外で福岡県内で日本シリーズのラジオ中継が聴けない試合が発生する可能性も想定される。
2018年はJRNナイターの廃止もあり、マツダスタジアム開催分を含めて全試合自社制作を行い、他局へのネットがないローカル放送となったが、第3 - 5戦は乗り込み自社制作を行ったRCCへの技術協力をRKBが行った。リポーターはKBC制作NRNネット中継と兼務したため、RCCは在福両局に関わる形になった。
2023年、レギュラーシーズン3位からスタートしたクライマックスシリーズ・パ1stのロッテ戦は3日間（月曜日開催の第3戦も含めて）を通して、LFから裏送りされた。なおホークスは1stで敗退したが、仮にファイナルに進出した場合（オリックス戦）には、全試合ともナイトゲームであるので、通常のナイトゲームに準じる形で、当該日の大阪地区のJRNナイターを製作する放送局（第1・2戦：MBS-R、第3戦以後：ABC-R）から裏送りして放送する予定だった。
ソフトバンクが日本シリーズに進出した2024年は、DeNA主管分の第1・2・6・7戦も自社制作で放送する一方（技術協力局は不明）、ソフトバンク主管分の第3 - 5戦は自社制作を見送ったニッポン放送にも非NRN扱いでネットすることになった。

### ウエスタンリーグ公式戦
前述の通り2018年からはホークス一軍公式戦が実施されない日の一部に二軍（ウエスタン・リーグ）の公式戦をタマホームスタジアム筑後から中継することになった。この中継は同年7月4日の福岡ソフトバンクホークス対オリックス・バファローズ戦で初めて実施され、実況を宮脇憲一、解説を浜名千広、ベンチリポーターを上杉あずさが担当した。しかし、2020年以降は行われておらず、ホークス一軍公式戦が実施されない日は、他球団同士の試合のネット受けで賄っていた。2023年は中日戦非開催およびヤクルト主催時のソフトバンク主催試合のCBCラジオへのネットが縮小されたこともあり、権利上放送できないヤクルト対ソフトバンク戦の裏カードでソフトバンク対阪神の二軍戦を2試合放送することになった（CBCラジオの中日対ロッテ戦は予備カードとして編成）。

### 日本開催のメジャーリーグ公式戦
2025年3月18日・19日の「MLBワールドツアー東京シリーズ2025 シカゴ・カブス対ロサンゼルス・ドジャース」を、ニッポン放送ショウアップナイターのネット受けで放送した。レギュラーシーズンであれば開催曜日上KBCにネットされるべきところであったが、KBCが通常編成を優先したことと、このメジャーリーグ中継が非NRN番組として制作されたことから、RKBによるネットが実現した（ちなみに関西地区は独立局のラジオ関西がネット。中京地区は東海ラジオ放送と独立局の岐阜放送ラジオの並列ネットであった）。

## ネットワーク
ラジオネットワークの本格発足前は、ニッポン放送・毎日放送との「FOLネット」を中心に、ラジオ関東（現：RFラジオ日本。『バッチリナイター』）や日本短波放送（NSB、現：ラジオNIKKEI。『プロ野球ナイトゲーム中継』）ともネット関係があった。またライオンズの福岡時代末期から埼玉移転初期は、RKB・KBCとも福岡本局が在京局（RKBはTBS、KBCはLF/QR）・在阪局（ABC/MBSは曜日によりRKB・KBC向けを分担。OBCはKBC向けのみ）の裏送り（福岡時代の主催試合および主催・ビジターを問わず移転後の地方開催扱いの試合は自社制作の場合もあり）でライオンズの主催またはビジターゲームを放送して、北九州局では全国ネット本番カード（主にJRNの巨人主催、NRNのヤクルト及び大洋主催と、各系列で中継できない巨人戦の裏カードを含む阪神・中日・広島主催）を放送するという別編成を組むことがあった。

### 制作担当局(2018年以降)
ヤクルト主催試合の放送はできない（日本シリーズおよび本拠地球場開催のオールスターゲームを除く。ヤクルトのビジターゲームは放送可能）。
| 主催球団／曜日   | 月       | 火・水・木 | 金  | 土・日       | 土・日     |     |
| 主催球団／曜日   | 月       | 火・水・木 | 金  | ナイトゲーム | デーゲーム |     |
| ---------------- | -------- | ---------- | --- | ------------ | ---------- | --- |
| 基本系列         | JRN      | JRN        | JRN | JRN          | JRN        | JRN |
| 日本ハム         | HBC      | HBC        | HBC | HBC          | HBC        |     |
| 楽天             | TBC      | TBC        | TBC | TBC          | TBC        |     |
| 西武・ロッテ     | QR       | QR         | QR  | LF           | LF         |     |
| 巨人             | RF       | RF         | RF  | LF           | RF         |     |
| DeNA             | TBS      | TBS        | TBS | TBS          | TBS        |     |
| 中日             | CBC      | CBC        | CBC | CBC          | CBC        |     |
| オリックス・阪神 | MBS(ABC) | ABC        | MBS | MBS          | ABC        |     |
| 広島             | RCC      | RCC        | RCC | RCC          | RCC        |     |
| ソフトバンク     | RKB      | RKB        | RKB | RKB          | RKB        |     |

1. ↑  TBSラジオが自社およびJRNネットワーク番組としての野球中継を廃止した2018年以降は、厳密には（NRNとのクロスネットを含む）JRN加盟局および平日はQR（文化放送）、土・日はLF（ニッポン放送）・MBS（毎日放送→MBSラジオ）との非NRN扱いの個別ネットとなる。
2. ↑  月・水・木・金の場合、TBCは自社放送分をNRNネットとするため、RKBへは裏送りとなる。土・日の「楽天×ソフトバンク」についてはRKBとのネットを優先するため、火曜同様に局間ネットで放送する。
3. 1 2  土・日の当該ビジターゲームのナイターはLF-MBSライン予備兼用となり、LF（ニッポン放送）も加えた変則ネットになることがある。
4. ↑  TBSラジオの撤退に伴い、平日の西武・ロッテ主催試合の一部を裏送りでネット受け（または自社制作時の技術協力を担当）することになった。
5. ↑  TBSラジオの撤退に伴い、週末の関東圏の試合の一部をネット受け（または自社制作時の技術協力を担当）することになった。
6. ↑  京セラドーム大阪で開催のソフトバンク主催も自社制作できない場合はオリックス・阪神戦に準じて在阪局からのネットとなる。
7. ↑  2017年まではMBSとのネットに固定していたが、2018年からは一部のデーゲームでABCとのネットに切り替えている。
8. ↑  土・日のJRN単独局向けデーゲーム中継は、「阪神×ソフトバンク」では完全にABCに固定されているが、「オリックス×ソフトバンク」では編成によりABCとMBSのいずれかが適宜担当している（頻度としてはABC発が多い）。
9. ↑  水 - 金、土・日ナイター（2015年より）、月・火（2017年まで）の場合、RCCは自社放送分をNRNネットとするため、RKBへは裏送りとなる。月曜全てと土・日デーゲーム（2014年まではナイターも、2017年までは月・火も）の「広島×ソフトバンク」はデーゲームは原則として、2018年以降も局間ネットとなるが、RKBが広島主催ゲームを自社制作し、一方でKBCが自社制作を見送り、かつRCCが自社単独用（2014年までの土・日はLF-MBS予備扱い）を別途制作しなかった場合は、RCCの自社向け本番中継がNRN扱いとなりKBCへネットされることがある（2011年の月曜開催が該当）。また、ソフトバンク主催の土曜デーゲームをRKBが放送しない場合は、RCCへの裏送りを行わず、RCCはKBCからネット受けする。

### ビジターカード・および九州以外で行われるホークス主催試合の扱い
ビジターゲームについては、かつては、ライバル局である九州朝日放送（KBCラジオ、『ホークスナイター』）と同様、夏場までは系列局によるネット受け入れは少なく、ほとんどのビジターゲームを自社制作で中継していた（特に、ビジターでのロッテ戦・オリックス戦・DeNA戦は、それぞれ予備カードからの昇格でない限り地元の在京・在阪ラジオ局では原則的に放送されないので事実上独占中継になる場合がある）が、こちらもKBCと同様、夏場以降は殆どがネット受けによる中継となっていた。しかし2010年はシーズン当初からネット受けによる中継が主体となり、8月までの時点での自社制作は開幕カード、セ・パ交流戦のソフトバンク対阪神戦、6月の聴取率調査期間で行われる程度であった（KBCも翌2011年からは自社制作を縮小し、RKBと同じ状態となった）。それでもシーズン終盤（9月後半）はビジターゲームでも自社制作主体で中継を編成した。現在も聴取率調査期間やシーズン終盤にはビジターゲームの自社制作があるが、2020年代以降はそれも最小限に抑えられる傾向になる。

### 西武戦
- 文化放送（QR：NRN、『ライオンズナイター』） - 月～金、西武主催試合は基本裏送り受け、ソフトバンク主催試合は文化放送へネット
- ニッポン放送（LF：NRN、『ショウアップナイター』） - 西武主催試合の土・日のみ裏送り受けだが、ナイター開催時はニッポン放送が本番カード編成の場合あり

西武主催試合は2017年まではTBSラジオ制作でホークス応援実況の裏送りを受けていた。TBSラジオの野球放送撤退に伴い、2018年から西武主催試合のラジオ優先放送権と中継管理権を持っている文化放送との関係が起こされることになり、ソフトバンク主催試合は本番組が文化放送へネットされるが、東京ドームでの開催時は制作を文化放送に委託することがある。2局ネットの場合は、エキサイトホークスとライオンズナイターの両方のタイトルがコールされる他、RKBは文化放送へのネットがある試合でもJRNのチャイムで他球場速報を行う。RKBの5回裏終了時の「ダイジェスト」は文化放送ではスタジオパートに差し替えられる。ただし、ライオンズナイターは延長オプションが21時30分までのため、試合がそれ以降も続いた場合は文化放送では打ち切りとなり、RKBローカルで試合終了まで放送する。

一方、西武主催試合は基本的にライオンズナイター本番がKBCラジオへネットされるため、RKBは基本的に乗り込み自社制作するか、文化放送から別制作裏送りを受けるかのいずれかとなる。この場合いずれにしてもホークス応援実況となり、裏送りの場合、文化放送はアナウンサーの配置により定年あるいは契約満了で退社したOBを投入することが多い。KBCがNRN全国中継本番としてニッポン放送発のネット受けを行う時はRKBがライオンズナイター本番のネット受けも可能だが、2024年時点では対ソフトバンク戦については後述のロッテ主催のみ実例がある。裏送りの場合は5回裏終了時と試合終了後の「エキサイトホークスダイジェスト」をRKB自社制作時と同じ体裁で行う。
火曜日に該当する場合、ネット局にHBC・TBC・CBCのいずれかまたは全てが加わる時は2017年までTBSラジオ制作『エキサイトベースボール』や、2018年まで文化放送制作『ホームランナイター』で行われていた全国ネット放送に準じたスタイルで制作されることもある。

土・日曜の西武主催試合は文化放送が地上波での放送をしないが、NRNナイター基幹局の枠組みでKBCラジオへの裏送りを行う（2022年まで）ため、NRN結成に伴う『FOLネット』解消以来実に53年ぶりにニッポン放送との関係が復活。経過送り用だった実況の裏送りを受けることになった（RKBの乗り込み自社制作の場合もあり）。『FOLネット』や、NRN結成後も『新日鉄コンサート』など相当数のニッポン放送の番組を放送した歴史的経緯もあり、正式にNRNにも加盟しているHBCよりもニッポン放送との局間ネット・裏送りの頻度が高い。ナイターでニッポン放送が裏送りする時に、自社（カードにより毎日放送も）での予備順位が屋内球場より上位の場合は、解説はニッポン放送の解説者が担当する（ロッテ主催時も同様）。この際、阪神戦非開催時にMBSがネットするとFOLネットが成立する。さらに、ナイターで西武主催のソフトバンク戦が『ショウアップナイター』本番中継となった場合は、局間ネットとすることになった（最初の実例は、2021年4月17日の西武対ソフトバンク戦）。
他球場速報はNRNキー局の文化放送（平日）・ニッポン放送（土・日曜日）制作であるにもかかわらず、RKBへの裏送り時はJRNのチャイムで行われる（ロッテ主催や東京ドーム開催のソフトバンク主催も同様）。一方、ライオンズナイター（平日）・ショウアップナイター（土・日曜）の局間ネット時は文化放送・ニッポン放送制作時はNRNのチャイムが使われる（ニッポン放送制作時はチャイムなしの場合あり）。RKB制作時はライオンズナイターへのネット時はJRNのチャイムが使われる一方、ショウアップナイターへのネット時はチャイムなしとなる。

### ロッテ戦
- 文化放送（QR：NRN、『ライオンズナイター』：月～金、原則裏送りのみだが、西武戦雨天中止時の予備カードを編成する場合あり）
- ニッポン放送（LF：NRN、『ショウアップナイター』：土・日、原則裏送りのみだが、ナイター開催時は屋内球場より上位の予備カードに編成の場合あり）

2018年からは、TBSラジオのプロ野球中継からの全面撤退に伴い、関東圏で開催の試合のうち、西武・ロッテ主催ならびにオールスターゲームについては、NRNのキー局である文化放送とニッポン放送が系列の枠を超えてJRN系列局向けの中継を分担して担当することになった。5回裏終了時と試合終了後の「エキサイトホークスダイジェスト」はRKBの体裁に合わせた内容で行う。
ニッポン放送がNRN全国中継を担当する火〜金曜はライオンズナイター本番が西武戦の場合でも、文化放送が「ロッテ対ソフトバンク」をRKB向けに制作して裏送りを行う。火曜日の文化放送発裏送りがJRN九州・山口地区ネットとなった実例もある。
平日にソフトバンク・日本ハムが関与せず、NRN系列局にネットされる可能性が低いカード（主催球団を問わず西武とロッテが対戦する場合など）や、KBC・STVがライオンズナイターでの放送有無に関わらずニッポン放送からの裏送り（NRN本番カード時はネット受け）となる西武戦非開催時のロッテ主催ソフトバンク戦または日本ハム戦はRKB・HBCがライオンズナイターをネット受けすることがあり、この場合は他球場速報ではNRNのチャイムが使われる。

#### 東京ドームでのソフトバンク主催試合
東京都文京区の東京ドーム（本来は巨人の本拠地）で行われるソフトバンク主催試合『鷹の祭典in東京ドーム』については、2004年（平成16年）と2012年（平成24年）から2017年（平成29年）まではTBSラジオの技術協力で乗り込み自社制作した。2018年以降は原則として平日は文化放送、週末はニッポン放送の技術協力を受けて乗り込むか、在京局に制作を委託することもある。
2013年（平成25年）7月1日の対日本ハム戦では北海道放送（HBCラジオ）のアナウンサーとリポーターも乗り込んで両軍それぞれの応援実況という特別企画が行われた。2018年7月9日・10日の対日本ハム戦は初めて文化放送の技術協力を受けて乗り込み自社制作し、HBCにネットした。これに対して2019年（平成31年）4月22日の対オリックス戦（『タカガールデーinTOKYO』）は、文化放送から裏送りを受けた。一方、2019年（令和元年）7月8日の対西武戦は、RKBが乗り込み自社制作したものを、文化放送にネットした。
2022年（令和4年）6月27日の対ロッテ戦は文化放送から裏送りを受けた。2023年6月26日の対楽天戦では、KBCがニッポン放送から裏送りを受けたのに対し、RKBは東京ドーム開催では史上初となるオフチューブ中継とし、秋山と櫻井がRKB本社から放送した。2024年7月2日の対西武戦では、前年同様のオフチューブ中継とし、それを文化放送にネットした。

### 日本ハム戦
- 北海道放送（HBCラジオ、『HBCファイターズナイター』）

札幌ドームなど北海道の球場で行われる日本ハム主催試合はHBCファイターズナイターのネット受けが基本となるが、かつて福岡でのホームゲームはRKBの解説者が自社本番と乗り込みを行うHBC向けとで別々に動員される場合が殆どで、自社本番がHBCにネットされる事は少なかった（HBCアナが福岡ヤフードームに乗り込んでのファイターズ応援実況、もしくはRKBの実況・解説陣で自社向けとHBC向けの二重制作）。ただ2010年の場合、HBCアナ乗り込みが6試合、RKBによる二重制作が2試合で、残りの4試合はRKBの本番中継をHBCがそのままネットしたうえ、2011年も半数の6試合がネット受けとなった（2011年はHBCが乗り込んだ場合は新谷博などHBC解説者が解説を担当することもある）。これは2010年から土曜デーゲームをRKBが自社で放送するようになったことも関連している。
2024年以降の土日デーゲームで、RKBが競馬中継で中断している間（2024年は日曜の17:35以降も該当）は、HBCのみ（ソフトバンク主催時は裏送り）でのファイターズ応援実況となる。予備カードからの昇格でHBCがソフトバンク戦、RKBが日本ハム戦を同時ネットする場合も同様にHBCのみの放送となる時間帯が設定される。2025年はHBCも土日デーゲームに延長制限が掛けられたため、日曜17:35以降の裏送りは無くなる予定。

### オリックス・阪神戦
- 朝日放送→朝日放送ラジオ（ABCラジオ、『ABCフレッシュアップベースボール』） - 関西開催の火 - 木曜日全て、土・日曜日デーゲーム
- 毎日放送→MBSラジオ（『MBSベースボールパーク』） - 京セラドーム開催の月・金曜日全て、土・日曜日ナイター

京セラドーム大阪またはほっともっとフィールドで行われるオリックス主催のソフトバンク戦は原則的に朝日放送ラジオまたは毎日放送から裏送り出しをするが、ABCグループが甲子園の高校野球中継に全精力を注ぐ8月はスポーツ中継の人材（特にアナウンサー）が不足してしまうため、事実上RKBとABCの共同制作扱いとみなし、解説者のみをABCから提供し、実況・ベンチレポート用アナウンサーはRKBから派遣したアナウンサーが出演するというケースもある。実際2009年の高校野球期間中の8月15日に行われた「オリックス対ソフトバンク」戦は、「巨人対阪神」（東京ドーム）がデーゲームであったので放送できず、その振替扱いとしてRKBから桜井浩二（実況）と石田一洋（レポーター　当時RKB在籍）を派遣し、ABCラジオ解説者の岡田彰布と一緒に出演した内容が放送された。なお、8月14日はABCはNRNネット担当日であるため九州朝日放送が中継するが、解説者のみABCから出演し実況はKBCから派遣、8月16日はデーゲームのため東京ドーム・京セラドームとも放送できないため、ABC協力の自社乗り込みによりRKBのみで放送した。
このほかに、ABCの要員が不足する高校野球との関連時は以下の対応となった。
- 2007年の土・日曜日の「オリックスvsソフトバンク」戦は本来裏送りを担当するABCが高校野球中継で要員不足のため、ビジター乗り込みの自社制作となり、解説者のみABCからの派遣となった（金曜日の「KBCホークスナイター」も同様）。ちなみに金曜日はMBSからの裏送りだった。
- 2011年は高校野球開幕を前にした2011年8月2日 - 8月4日も同様の措置が取られた。
- 2012年8月18・19日（土・日曜）の「オリックスvsソフトバンク」戦は、ナイターの18日はMBSが裏送りし、自社制作を実施した19日は日曜デーゲームはABCが技術協力し、解説者も濱中治を派遣した（同様にKBCは18日をABC協力の自社制作・NRN予備待機扱いとし、19日はMBSが裏送りした）。
- 2014年8月16・17日（土・日曜）の「オリックス vs ソフトバンク」戦は、ナイターの16日はMBSが裏送り。17日については、翌18日に同じ京セラドーム大阪でホームゲーム扱いの「ソフトバンクvs西武」戦が開催されることを受けて、同カードも含めて自社制作することになった。そのため、全出演者をRKB側で賄うことになり、当時のRKB解説者で唯一南海時代のホークスへの所属経験がある岸川が両日の解説を務めた（KBCは16日をABC協力の自社制作・NRN予備待機扱いとし、17日はMBSが裏送り。ホームゲームとなる18日も自社制作。なお、在福両局が自社制作する18日についての技術協力元は、どちらも不明）。
- ちなみに、火 - 木曜日（以前は土・日も）に「オリックスvsソフトバンク」戦のナイターを自社制作し、かつTBSラジオやABCでメインカードとなっていない場合は、本来の担当局であるABCに代わってRKBの中継がネットワーク向けの音源となる場合がある（予備カードから全国放送へ昇格した場合のみ、ABCがリポーターを派遣）。実際に2011年4月14日は本来の全国放送カード「阪神対広島」の早終了のため、一時的にJRN各局への全国放送となった。ただし金曜日は原則としてMBSがビジター側の局の乗り込みの有無に関係なくオリックス主催試合に実況アナウンサーを待機させるため、JRNナイターの全国配信が機能した時代にRKBの自社制作中継がネットワーク向けになることはなかった。
- 土・日にオリックス・阪神主催でナイターとして行われる場合は、基本MBS-RKBのJRNラインを使うが、当日のナイターの試合数によってはLF（NRN単独。ただしRKBもNRN非加盟であるが番組販売による購入番組有）との変則NRNライン（「FOLライン」の復活版）を使う場合がある。
  - この事例は2015年7月4日の「オリックス vs ソフトバンク」戦が該当したが、会場がほっともっとフィールドであったため、試合直前の雨天により試合中止となってしまった。このため本来なら、楽天コボスタ宮城の「楽天対日本ハム」を流すべきだったが、土・日はソフトバンク戦以外は原則放送なしとする方針に従って、放送されなかった。
  - 同じ組み合わせ・球場で、2016年5月14日に行われた試合は予定通り実施されたが、この日は当日開催の6試合で唯一のナイトゲームであり、MBS制作の内容をMBS-RKB-LFの「FOLライン」が採用された。ただしナイター速報用のチャイムはこの変則ネット編成のため使われなかった。2018年以降に同様の事例となった場合は、MBS独自の速報チャイムが使用されている。

※当日はKBCラジオにもNRNナイターとしてABC制作の中継を、STVラジオ、文化放送、福井放送、山口放送とともにネットしていたが、ABCは阪神戦がデーゲームである場合、オリックスを含む他球団がナイターで開催していても夏季の一部以外は原則として放送しないため裏送りだけの放送だった（2015年7月4日の試合に関しても予定通り開催していれば同文）。
- 2018年度以降はネットワークの縛りが緩くなる月曜デーゲームや10月以降のナイターオフ編成時の金曜ナイターで、場合によってはナイターイン編成の火 - 木曜に準じてABC＝RKB・MBS＝KBCの組み合わせとなることがあり、4月30日（月曜デーゲーム）と10月5日（金曜ナイター）[24]の「オリックス vs ソフトバンク」が該当したが、その逆（火 - 木曜にMBS＝RKB・ABC＝KBCとなる事例）は2022年のクライマックスシリーズ中継時に該当した。（ファイナルステージは全試合MBS制作にて対応。セ・リーグクライマックスシリーズに進出した阪神戦の試合状況に応じており、第1〜3戦まではMBSからの裏送り、第4戦はMBS＝RKBのネットとなった(阪神が第3戦で敗退した為。尚阪神がファーストステージで敗退した場合は全試合MBS＝RKBのネットで放送予定だった）。一方KBCはABC技術協力の自社乗り込みで対応した）
- 2018年のJRNナイター全国配信廃止以降、野球場速報のチャイムは、ABC制作時は2017年までのJRNのものを、MBS制作時は前述の通り自社の本番中継と共通の独自のものを使用している。
- 週末の競馬中継が通年放送となった2024年以降、野球中継がABCからのネット（裏送りを含む）となり、かつ16時以降も試合が続いている場合は、ABC（野球）→MBS/CRK（競馬）→ABC（野球）と競合局間を跨ぐネットとなる。裏送りの場合はABCのアナウンサーがMBS/CRK制作の競馬中継による中断を告知するという異例の事態となることがある[25]。

#### 京セラドームでのソフトバンク主催試合
2014年以後開催されている京セラドームでのソフトバンク主催試合については、2014年・2017年は月曜日開催につきMBSラジオ協力の自社乗り込み（2017年は対日本ハム戦のためHBCラジオとの2局ネット）、2015年は木曜日開催につき、ABCラジオ裏送り制作とJRNナイター予備待機、2016年はABCラジオ協力の自社乗り込みとJRNナイター予備待機となっている。2021年・2022年は月曜日開催かつ自社制作を見送るため、MBSラジオからの裏送り（2021年は対西武戦のため文化放送との2局ネット）とななった。

### 楽天戦
- 東北放送（TBCラジオ、『TBCパワフルベースボール』）

主催球団に関係なくTBCがJRNラインを取る火・土・日曜は局間ネット、他の曜日は裏送りを受けるか乗り込み自社制作を行う。テレビ中継がある時はRKBからベンチレポーターを派遣することもある。
RKB自社で放送していなかった頃の土曜デーゲーム時のソフトバンク主催試合については、2008年まではRKBから裏送りを実施。2009年は1試合のみ該当したが、TBC側が裏送り形式の中継が原則行わない方針としたことを受け、特例でRKB側が通常番組を休止して自社でも中継し、TBCへのネットを可能とした。なお、TBCではクロスネット局であることからKBCへのネット切り替えも準備していたため、RKBでの中継決定まで各種ウェブサイトの番組表にはKBCの出演者が掲載されていた。
2024年以降の土日デーゲームで、RKBが競馬中継で中断している間と日曜の17:35以降はTBCのみ（ソフトバンク主催時は裏送り）での放送となるが、その場合でも土曜日の競馬メインレース実況は通常通り挿入されるほか、G1レース開催時の日曜日にはTBCも競馬中継の通常放送を優先するため、裏送り等の措置のない完全な中断となる。

### 広島戦
- 中国放送（RCCラジオ、『RCCカープナイター』・『RCCカープデーゲーム中継』）

ソフトバンク主催の場合は土・日曜については2018年以降もデーゲームのみ原則局間ネットを組んでいるが、2005年はRCCがNRN担当曜日のナイターも含めてRKB技術協力で自社制作を行い、また2007年と2009年は当時RKBが中継を行わなかった土曜デーゲームが1試合ずつ行われ、当該試合は例外的にKBCとRCCが局間ネットを組んだ（RKBも解説者込みでの素材収録待機は実施）。2010年の土曜デーゲームは、RKBから13時台は裏送り、14-17時台はネット受けで放送した。月・火曜のデーゲームについては2018年以降要員やネット局対応の関係上、JRNとNRNのどちらと組むかが必ずしも一定していない。
月・火曜については2017年まで、土・日曜ナイターについては2014年までRKBと局間ネットを優先していたが（火曜と2009年以前の土・日曜はRKB/JRNの局間ネットで固定）、2015年以降の土・日曜と2018年以降の月・火曜は、『RCCカープナイター』がNRN扱いに固定されたため、交流戦における広島とソフトバンクの対戦がナイター開催となり、かつRCC・RKB・KBCが自社乗り込みをしない場合は、広島主催ではKBC向けが局間ネット、RKB向けが裏送りとなり、ソフトバンク主催ではKBCとRCCが局間ネット、RKBが自社単独（火曜は九州・山口ブロックネット）となる可能性があるが、2021年までの時点は火曜日のソフトバンク主催のみ実例がある。ただし、ソフトバンクが関与しない広島主催試合では、2021年に『文化放送ライオンズナイター』向け裏送りの対西武戦を九州・山口ブロックにもネットしたことがある（自社ではNRNナイター扱いのものを放送し、KBCにもネット）。
マツダスタジアムで土曜開催の2015年オールスターゲームではRCCが二重制作を行い、KBCがQR-NRN向け自社放送分（関西地区はABCにネット）を、RKBがJRN向け裏送り分をネット受けした（LFは別途乗り込み自社制作でMBSと2局ネット。TBCは放送なし）。JRNナイター廃止後の2018年以降、土曜の広島開催時にHBC・RKB・CBC・MBSがLFの乗り込み制作分をネットするか、従来通りJRN向けをRCCが二重制作するかは未定。
日本シリーズについては、RCC・RKB・KBCともにビジターでも乗り込み自社制作となることが多いが、別途関東地区向けにはLF・QRが乗り込み自社制作を行うことがある。
広島主催の場合は2009年まではRKB・KBCともにRCCの技術協力を受けて乗り込み自社制作を行っていたが、2010年から局間ネットに切り替えた（ただし2011年は月曜開催の1試合を自社制作した）。
広島主催での火曜ナイター開催時に、RKBが乗り込んだ場合（2011年以前に実例あり）、NBC・RKK・OBSは本番組をネット受けする。局間ネットの場合はRCC発の実況が九州の各局にも配信されたが、RKBおよび九州各局向けが裏送りとなる2018年以降（KRYも参加）は実例がない。
JRNが全国放送を行わなくなった月・土・日曜の広島主催については、2014年以前（土・日曜は2010年から）もデーゲームも含めてRKBが乗り込み自社制作をした場合、KBC向けを裏送りからRCCの自社向け本番に切り替えることがあった（2011年の月曜ナイターで実例あり）。
過去にNRN独占のヤクルトおよび2001年までの大洋→横浜主催広島戦が福岡県で開催され、LFやQRが制作体制を取らずにRCCが制作した際には、予備順位や要員の都合により、KBCに代わって本来放送権のないRKBの技術協力となることがあり、その際には機材運用の都合上速報チャイムを使用しなかったことがある。
KBCがビジター開催のデーゲーム中継を縮小した2023年は金曜ナイター（6月2日）と土・日曜デーゲーム（6月3・4日）での開催となるため、雨天中止が発生しない場合、2日はKBC向け局間ネット（NRN予備）おRKB向け裏送りの二重制作を従来通り行う一方、KBCが放送を見送る3・4日はRKBとの局間ネット分のみ制作して報道素材としてはNRNとの共用扱いとする。3日についてはNHK R1（ヤクルト対楽天戦を放送する東北地方を除く全国放送）との並列となる一方、4日はRCC＝RKBの中継が福岡地区ラジオ独占放送となる。
RCCは競馬開催有無にかかわらずプロ野球中継を優先し、かつ試合終了まで放送するため、2024年以降の土・日曜デーゲームで、RKBが競馬中継で中断している間と日曜の17:35以降はRCCのみ（ソフトバンク主催時は裏送り）での放送となり、実況のトーンも広島寄りのものとなる。実際に2024年6月2日(日)は試合終了直後にRKBでは中継終了となり、勝利したソフトバンクのヒーローインタビューなどはRCCのみの放送となった。

### 巨人戦
- ラジオ日本（RF、『ジャイアンツナイター』）

PayPayドームでのソフトバンク主催試合や巨人主催試合（セ・リーグ公式戦の九州遠征）を、RKB制作の裏送り（またはRKB解説者+RF実況アナのパターン、もしくはRKB技術協力によるRF自主制作）で放送したことがある。

2018年はTBSの野球中継撤退に伴い、ソフトバンク主催交流戦をRFにネットするとともに、「巨人対楽天」（ソフトバンク戦がヤクルト主催のため放送できないことによる代替）をRFからネット受けした。2019年は巨人主催の年となり、金曜日はRF発ネット受け、土曜日はRFからリポーターの派遣を受け自社制作。日曜日は実況アナのみRF側から出して建前上RF制作とした。

### 中日戦
- 中部日本放送→CBCラジオ（『CBCドラゴンズナイター』）

互いにJRN単独加盟のため曜日に関係なく局間ネットが組めるが、CBCは2005・2006・2008・2012年にそれぞれRKB協力で全試合自社制作し、2009年は土曜デーゲーム1試合を実況アナ派遣の上で裏送りした。
屋外開催のソフトバンク戦（北九州でのホームゲームや、神戸・京都開催のオリックス主催、札幌以外の道内や沖縄・静岡などの日本ハム主催など）が雨天中止となった場合は、予備カードからの昇格で中日戦をCBCラジオからのネット受けで放送することがあり、2021年8月17日（神戸開催のオリックス対日本ハム戦が中止となり、中日対広島戦を放送）のように火曜日に該当した場合は、JRN九州・沖縄地区ネットに拡大することがある。
2024年以降の土日デーゲームで、RKBが競馬中継で中断している間はCBCのみ（ソフトバンク主催時は裏送り）の放送となるが、2024年シーズンは該当日程はない。なお、CBCは野球開催時もG1レースに限っては中継中に該当レースの実況を挿入する。

### DeNA戦
- TBSラジオ（『エキサイトベースボール』。2018 - 2022年はDeNA主催試合の裏送りのみ。

互いにJRN系単独加盟のため、2002年のNRN独占解除と2005年の交流戦開始以降は曜日の関係なく局間ネットが組めたが、2018年の野球中継撤退以降は事実上「DeNA vs ソフトバンク」の裏送りのみとなっていた。
2022年はソフトバンクの移動日にDeNA主催他カード（原則としてTBSラジオが受託制作するが、CBCラジオの対中日戦は自社スタジオからのオフチューブ実況の、朝日放送ラジオ・MBSラジオは乗り込み自社制作の場合あり）のネットが組まれることがある（最初の事例は2022年6月30日のTBSラジオ裏送りによるABC向けの対阪神戦。この日はJRN系列局で放送が設定されたのが当該試合のみとなったため）。
2022年9月9日はパ・リーグの試合が開催されないため、DeNA対阪神戦のMBSラジオによる乗り込み制作分（解説：亀山つとむ、実況:金山泉）を局間ネットで放送した（技術協力をTBSラジオ・ニッポン放送・文化放送の中のどの局が行ったは不明。朝日放送ラジオはNRN第2予備を兼ねたニッポン放送への制作委託で放送）。
2023年はTBSラジオが人件費の高騰によりDeNA主催試合の制作委託から撤退したため、DeNA主催のソフトバンク戦については球団配給の公式映像と場内音声を使用して自社でオフチューブ実況を行うか、横浜スタジアムに直接乗り込むか（TBSラジオは引き続き技術スタッフを派遣し、放送ブースを維持）、TBSラジオを窓口としてニッポン放送・文化放送・RFラジオ日本のいずれかに制作を委託するかのいずれかとなるが、同年はソフトバンク主催での開催のため、最初の実例となった2024年はCBCラジオ・北海道放送と同様にオフチューブ実況での自社制作とする。

### ヤクルト戦
ヤクルトのホームゲームについては、1979年以降NPB主催で開催のオールスターゲーム・日本シリーズを除きNRN独占となっているため、1993年の巨人主催試合のNRN解放後、2001年まで放送が認められた横浜と巨人の対戦時（主催球団問わず）の裏カードをダイエー戦非開催時に散発的にTBSラジオからのネット受けで放送しただけだった。このため、ヤクルト主催のソフトバンク戦は（独占の対象外として放送が認められているNHK R1が放送しない限り）KBCの独占中継となる。なお、2023年から上述の通りKBCが土・日曜に開催ののソフトバンクのビジターゲームの放送を取りやめるようになったが、ヤクルト主催試合が土・日曜に開催される場合は特例で中継し、RKBへの中継権の譲渡はしない。
日本シリーズは、NPB主催という関係上、JRN系列にも（過去にはRFラジオ日本にも）制作と放送が認められているため、2015年にヤクルトとソフトバンクが対戦した時は、神宮球場での開催分もTBSラジオのJRN向け制作と、RKBの乗り込み自社制作が行われた。2018年のJRNナイター廃止以降、日本シリーズで同カードが行われた時の対応は、実例がないため未定。
ニッポン放送・文化放送・朝日放送ラジオ・MBSラジオ・中国放送が福岡県で開催のヤクルトおよびNRN独占時代の大洋→横浜主催試合を乗り込み自社制作した際には、自社での放送こそできないものの、KBCの要員の都合によっては、非NRN扱いのローカル放送となる場合を中心にRKBが技術協力したこともあった。

### 2018年以降のイレギュラーによるFOLネット
- ニッポン放送（LF：NRN、『ショウアップナイター』）
- 毎日放送→MBSラジオ（『MBSベースボールパーク』）

2018年7月14日に行われたオールスターゲームは非NRN扱いの中継を受ける形で、HBC・CBCとともに第1戦はMBSから（関東地区はQRがネット受け）、第2戦はLFからネット受けを行ったが（解説：真中満、実況：煙山光紀）、第2戦ではRKBアナウンサーの田中友英がパ・リーグ側のリポーターを担当し、セ・リーグ側はMBSアナウンサーの金山泉が担当したため、要員的にも「FOLネット」の組み合わせとなった。
2018年9月22日の「ソフトバンク vs オリックス」（ヤフオクドーム）は同日唯一ナイター開催のため、LFとMBSがRKBからのネット受け（解説：島田誠、実況：櫻井浩二、ベンチリポート：佐藤巧）で放送した。デーゲームの結果は速報チャイムを使用せずに伝えた。また、「エキサイトホークスダイジェスト」はネット局での放送終了後の自社単独での時間帯に行った。
2021年8月21日は、「ソフトバンク vs ロッテ」（ヤフオクドーム）と「広島 vs ヤクルト」（マツダスタジアム）の2試合のナイターが行われたが、LFは出張費やRCCへの中継制作委託費用の節減の観点から後者の中継を見送り、前者をRKBからのネット受け（解説：島田誠、実況：田中友英、ベンチリポート：本田奈也花）で放送した。この場合も速報チャイムを使用しなかった。なお、MBSは土曜デーゲーム中継放送時はナイターの放送を行わない方針のため、本番組はネットせずに自社制作番組を放送していた。

### その他イレギュラー事例
2018年と2019年に行われた、沖縄県那覇市の沖縄セルラースタジアムでのソフトバンクのビジターゲームは琉球放送（RBCiラジオ、『エキサイトナイター』）からネット受けを行った。

## 放送時間
- 火曜日～金曜日 17:48～原則試合終了[38]（JST）
- 土曜日・日曜日
  - デーゲーム：当該放送カード開始予定5分前[39]～15:00、16:00～（JST。土曜は原則試合終了 日曜は最大延長17:35）[40][41]
  - 薄暮・ナイトゲーム：当該放送カード5分前[42]～原則試合終了[40]
  - 土・日曜はソフトバンク戦の開催時間帯に応じて適宜放送時間を調整。ただし平日よりも放送時間延長の制限が厳しくなる場合がある[43]。
- 月曜日、並びに平日が祝日と重なる場合のデーゲーム ソフトバンク戦がある場合のみ、試合時間に合わせて随時放送

### 雨天中止時
- 月曜　原則として予備カードの補充はなく、定時番組も休止して『RKBエキサイトホークス応援団』の特別版に切り替える。
- 火曜～金曜　JRN加盟他局またはラジオ日本・文化放送（ただし西武対日本ハム戦はHBC向けの中継を採用）が放送するカードを放送するが、放送できる試合がない場合、並びに祝日と重複し全試合デーゲームで開催される場合（特にゴールデンウィーク期間中）、並びにセ・パ交流戦の予備日など基から試合がなかった場合は『俺たち火曜タカ組』『とらんじっとの熱血!野球論』など単発の特別番組を放送する。また中継予定試合が予備も含めて中止となった場合は『RKBエキサイトホークス応援団』の特別版を放送する。いずれの場合も、火曜日はエキサイトホークスをネットする局向けにも配信する。2025年度は水 - 金曜がソフトバンクが移動日の場合、他のカードを中継せず、『＃キューパレ〜Kyushu Night Parade〜』の特別版を放送している。
- 土曜・日曜　JRN加盟他局が放送するカードを放送する（ナイトゲーム時にニッポン放送の本番カードを予備に採用するかは未定[44]）が、放送できる試合がない場合や、中継予定試合が予備も含めて中止となった場合は以下の対応となる。
  - 土曜日にデーゲーム中継が予定されていた場合は、14時台まではニッポン放送からのネット番組『サンドウィッチマン ザ・ラジオショー サタデー』をフルバージョンで放送。16:00 - 17:00には『RKBエキサイトホークス応援団』をエキサイトホークスのスタジオバージョン扱いで放送する（デーゲームが16時前までに終わった場合も同様に「エキサイトホークス応援団」を生放送し、そこで未放送箇所の得点経過などをフォローする場合もある）。なお、当初から中継予定がない場合は『ラジ+ナイト』（本来は月曜未明の番組）の特別版をエキサイトホークスのスタジオバージョン扱いで編成する。
  - 日曜日にデーゲーム中継が予定されていた場合は、前座枠である『サンデーウォッチR』をエキサイトホークスのスタジオバージョン扱いで15:00まで延長する。また16時以後も試合が続いていれば、2024年度からは『コウズマユウタ Sunday Cruisin'』のフロート番組扱い（この場合のタイトルは『RKBエキサイトホークス&コウズマユウタ Sunday Cruisin'』として）で継続して放送するが、試合が中止・または15時台までに終わっていれば野球中継は行わずそのまま同番組のスタジオ本編パートに移る。この場合、『Sunday Cruisin'』のスタジオパートの開始については同番組のX（Twitter）で発表される。
  - ナイター、および17時以後の薄暮デーゲームで開催される場合、ナイターの時間に本来放送されるべき定時番組のうち、ネットスポンサードがつく収録番組は、予め前述のデーゲーム時間帯のワイド番組を短縮させた上で放送時間の繰り上げが行われるほか、『Got Many Tunes』などの生放送番組については一部休止や短縮放送となるものもある。このため、中継予定試合が予備も含めて雨天中止時となった場合は『RKBエキサイトホークス応援団』を放送する。

## 火曜日のみネット局
- OBSゴールデンナイター・がんばれ!!ホークス（大分放送）
- NBCゴールデンナイトゲーム（長崎放送・NBCラジオ佐賀）
- RKKゴールデンナイター（熊本放送）
- KRYエキサイトナイター（山口放送）※2018年から。

過去
- MBCエキサイトナイター（南日本放送）※2012 - 2023年。2017年までは九州内開催のソフトバンクのホームゲームに限定。プロ野球中継の週1回への縮小に伴い、TBSラジオのJRNネット番組『荻上チキ・Session』へ切り替えられ離脱。

元々、沖縄県を除くAM（/ワイドFM）の民放が1局しかない地方県については、火曜日（および2009年までの土・日曜日）はTBSラジオをキー局とするJRNナイターの担当日であったが、TBSラジオが2018年（土・日は2010年）以後、裏送りを除く自社制作のプロ野球中継の放送を休止したため、地元球団がある東北放送・中国放送以外は、大半は『アフター6ジャンクション』→『荻上チキ・Session』（一部は自社制作番組差し替え）など野球に関係ない番組へのネットに移行したが、宮崎・沖縄県以外の九州・山口県においてはRKB配給のナイターのネットを事実上継続（山口放送は新規に参加）することになった。以上5局の火曜日はRKBに準じるため、ビジターでRKBが乗り込み自社制作した場合も、RKB制作分を放送する（前述）。また、ホークス戦が基から試合がないか、雨天中止の場合、RKBが指定したJRNの他の系列局および文化放送・RFラジオ日本が制作・放送するカードを上記5局でも放送する。ナイターの試合が基から組まれていない（放送権の都合で中継できない試合も含む）か、予備カードを含めた放送予定カードが全て中止である場合は特別番組を放送。

## 解説者

### 専属解説者
太文字が現在のキャッチコピー
- 秋山幸二（2003年 - 2004年、2015年 - 。2004年まではTBSテレビ・ラジオ解説者兼）『ホークスを日本一に導いた男』（2004年までのTBSでのコピーは『ミスター30:30』）
- 岸川勝也（2002年、2004年 - 2005年、2014年 - ）『平和台を沸かせたスラッガー』
- 浜名千広（2006年 - ）『内野の名手』→『元祖イケメン内野手』 ※ホークス球団制作中継（TOKYO MX）でも解説を担当。

### 準レギュラー（本数契約）
いずれも本数契約のため、公式サイトに記載なし。
競合局のKBCが関東を居住地および活動拠点とした専属および本数契約の解説者を配置してビジターゲームに積極的に起用しているのに対し、RKBは該当する解説者を配置していない。そのため2018年以降、関東のビジターゲームで制作局（QRやLF、交流戦のみRF〈巨人〉やTBSラジオ〈DeNA〉も該当）の解説者配置の都合が付かず、かつ自社で放送される可能性が低い場合に、かつてのTBSラジオ専属解説者も含めたゲスト解説者を起用している。一方、LF制作の場合に屋内球場よりも上位の予備カードとして設定し、本番カードに昇格する可能性がある場合や、当初から本番カードとなりLF-RKBネットとなる場合は、原則として制作局の解説者（田尾安志・川相昌弘・真中満など）を起用している（QR制作の場合は昇格時もそのまま担当。後述の五十嵐のような例外もある）。なお、2020年の関東でのビジターゲームは、原則として3連戦ごとに薮田・多村・川口が1試合ずつ担当する形式となっていた。
- 薮田安彦（2018年 - 、HBCラジオ解説者兼）
  - 2014年から2017年にかけてTBSラジオ制作の裏送り中継の解説を務めた（主に対ロッテ戦）。2018年以降も、HBC向けと兼務する形で関東の試合の中継の解説を本数契約で務め、曜日によってLFやQRの実況アナウンサーと組む。セ・パ交流戦の対DeNA戦ビジターゲームはTBS・RF制作分とも担当実績がない。
- 多村仁志（2018年 - ）
  - 2017年にTBSラジオ制作の裏送り中継や同局協力の自社制作時の解説を務めた（主に対西武・DeNA戦）。2018年以降も関東の試合の中継の解説を本数契約で務めており、TBSラジオがDeNA主催の裏送りのみとなった2018年以降は、RF（対巨人）・QR・LF（以上対西武または対ロッテ）の実況アナウンサーと組んだ事例もある。

以下の出演者はLFのゲスト解説も兼務
- 五十嵐亮太（2023年 - ）
  - 2023年4月23日の対ロッテ戦（ZOZOマリンスタジアムのビジターゲーム。LFに制作を委託）で初登場。以降、薮田や多村と同様の形式（QR・LFへの委託制作分の担当）で出演している。LFが関与する週末ナイターにおいては、LFと関係の深いヤクルトのOBでもあることから、LFの雨天予備となる試合も担当することがあり、2025年6月28日のロッテ対ソフトバンク戦でLF本番カードとしての解説も担当。
- 内川聖一（2025年 - ）
  - 2025年4月19日の対西武戦（ベルーナドームのビジターゲーム。LFに制作を委託）で初登場。五十嵐同様にヤクルトのOBでもあることから、LFの雨天予備となる試合も担当しているほか、そのLFではソフトバンク非関与の試合に横浜OBの立場でゲスト解説を務めることがある。競合局のKBCラジオでもゲスト解説として出演（2025年のヤクルト対ソフトバンク戦・乗り込み自社制作）。

以下の出演者はMBSのゲスト解説も兼務
- 藤井康雄（2020年 - 2021年、2024年 - 。アスミビルダーズコーチ兼。J SPORTSなどで放送のオリックス球団制作中継解説者兼）
  - 2011年 - 2017年にソフトバンクで打撃コーチを務めたこともあり、在阪局（ABC・MBS）からのオリックス主催試合及び京セラドーム大阪で開催のソフトバンク主催試合の裏送り中継に本数契約で出演していた[48]。2024年に出演を再開した際には自社制作の開幕カードを含めてMBSが制作に関与している中継のみ担当しているうえ、MBS制作HBC向け裏送り中継も担当しているため、MBS主導の起用に移行している模様[49]。2025年のセ・パ交流戦での阪神対ソフトバンク戦ではMBSとの局間本番として1試合解説を務めた。

### ゲスト解説（単発出演）
ホームゲームでは、ネット局のない中継を中心に、単発のゲスト解説者やホークス担当の新聞記者、福岡県と所縁のあるタレント（あらた〈むなかったん〉等）を招く形態の中継も行っている。
- 加藤伸一（2005年 - 2010年、2017年 - 2019年、2025年）『カムバック賞投手』→『シュートで現役21年』→『帰ってきたカムバック賞投手』
  - FOXスポーツ&エンターテイメントでも解説を担当。2010年迄は専属契約で出演しており、2017年から2019年は九州三菱自動車投手チーフコーチと兼務のため、本数契約で専属解説者とのダブル解説（ゲスト）で出演。その後しばらく出演が無かったが、2025年6月14日の対DeNA戦と、8月17日の対ロッテ戦で久々に出演。
- 田口昌徳（2023年 - ） - 2023年・2024年は年2 - 3回程度の出演であったが、2025年はほぼ月1回のペースで出演し、同8月3日にはTBCへネットされる楽天戦も担当（この時のみ肩書から「ゲスト」が外れる）。
- 攝津正（2024年） - 2024年5月19日の対西武戦、同6月22日の対ロッテ戦に出演。RKBラジオでは以前からレギュラー番組『攝津正のつりごはん』を担当している。

### 過去の解説者
- 大津守
- 稲尾和久（1975年 - 1977年、1981年、2000年 - 2007年）『神様稲尾様』
- 川崎徳次
- 香川伸行（1990年 - 2001年）
- 河野旭輝
- 島田誠（2007年 - 2009年、2011年 - 2024年。現：はつかいちサンブレイズヘッドコーチ）『王野球を知る男』→『強きホークスを知る男』→『ホークス黄金期を知る男』
- 高倉照幸
- 鳥越裕介（2023年。各局で本数契約。ゲスト解説として2023年6月7日の対DeNA戦、同7月28日の対ロッテ戦に出演。現：埼玉西武ライオンズヘッドコーチ）
- 野口正明
- 簑原宏
- 基満男（1989年。当時tvk解説者兼）
- 宮地克彦（2022年。九州ハニーズ監督。ゲスト解説として9月3日（土曜デーゲーム）の対西武戦に出演）
- 山内孝徳（1993年 - 2013年。現：TOKYO MX ホークス球団制作中継解説者）『強気のエース』→『ホークス一筋のエース』
- 杉本正（1994年）

以下はTBSラジオの中継撤退に伴い本番組のゲスト解説を務めた元・TBSラジオ解説者
- 青島健太（2017年までTBSラジオからの裏送りで出演していたが、同局撤退後の2018・2019年のみ、ゲスト解説扱いでパ・リーグの週末の関東の試合の中継の解説を本数契約で務め、LFの実況アナウンサーと組んでいた。現：参議院議員）
- 牛島和彦（CBCラジオ解説者兼。2017年までTBSラジオからの裏送りで出演していたが、同局撤退初年度の2018年のみ、ゲスト解説扱いでパ・リーグの関東の試合の中継（主に対ロッテ戦）の解説を継続し、QRの実況アナウンサーと組んでいた。2019年以降はラジオの担当をCBCラジオ関係に特化しており、本番組への出演実績なし）
- 川口和久（2017年までTBSラジオ解説者として出演し、2018年以降も同局制作のDeNA戦の系列局向け裏送り（主にCBC・RCC向け）に出演していたが、RKBにおいてはこれに限らずパ・リーグの関東の試合の中継の解説を本数契約で務め、曜日によってLFやQRの実況アナウンサーと組んでいた。2022年を最後にTBSラジオによるDeNA戦中継制作が休止となって以降も、2024年まで出演を継続）
- 田淵幸一（テレビでは2015年からフリー。2017年までTBSラジオからの裏送りで出演していたが、同局撤退初年度の2018年のみ、ゲスト解説扱いでパ・リーグの関東の試合の中継の解説を継続し、LFの実況アナウンサーと組んでいた（2018年にはQR『ライオンズナイター』にゲスト出演し、当該カードがソフトバンク戦のためKBCにネットされた）。2019年以降は本番組への出演実績なし）

## 実況アナウンサー
- 茅野正昌（アナウンス部専門部長就任期間中も引き続き担当していた）
- 櫻井浩二（アナウンス部専門部長就任に伴い2021年6月20日のソフトバンク対日本ハム戦中継を以って一旦降板していたが、「櫻井浩二 インサイト」終了に伴い2022年シーズン開幕2戦目である3月26日の対日本ハム戦から担当再開。スカパー!でギラヴァンツ北九州戦実況担当あり）
- 井口謙（入社2年目の2019年からベンチリポーター専任で加入。2021年5月5日の対楽天戦における特別形式の中継「RKB第7世代が野球中継をやってみた」での実質的な実況担当を経て、翌2022年5月4日の対オリックス戦にて正式な初実況を務めたことを機に、同年夏に宮脇・三好と入れ替わる形で公式サイトで氏名を記載。2022年4月時点で月・金曜は「タダイマ!」、木曜は「カリメン」に出演しているため、主にそれ以外の曜日に担当）
- 冨士原圭希（入社1年目の2020年からベンチリポーター専任で加入。2023年6月25日の対オリックス戦中継で実況デビュー。2023年4月時点で月・水・木曜は「タダイマ!」、火曜日は「カリメン」、金曜日は「金曜ビッグバン!」に出演しているため、主に週末に担当）
- 植草峻（テレビ大阪アナウンサー・植草結樹の次男で、入社2ヶ月後の2023年5月からベンチリポーター専任で加入[注 11]、同年8月31日の対オリックス戦にて実況デビュー。新人アナウンサーの実況デビューはRKBアナウンサーとしては異例のケースである。2023年11月から木曜日のみ「カリメン」に、2025年4月からは金曜日のみ「タダイマ!」に出演しているため、それ以外を担当）
- 高見心太朗（入社4ヶ月の2024年8月からベンチリポーター専任で加入。2025年6月13日の対DeNA戦中継で実況デビュー）

2010年シーズンよりホークスビジターゲーム中継時におけるRKBアナ（ベンチリポート）現地派遣は（出張代節約の観点から）原則として廃止され、開催地局アナがホークス側（もしくは両チーム兼務）のベンチリポートを行う方式に変更されている（HBC・TBCも同様）が、RKBテレビでの中継が行われる場合にはそちらとの兼務の形でRKBアナがベンチリポートを担当することがある（こちらはHBCでも取り入れられている）。RCCは、セ・リーグ公式戦では原則全試合派遣しているが、2010年以降の交流戦では原則派遣を実施しなくなった（ただし、2011年交流戦は一部の試合に派遣実施）。CBCもセ・リーグ公式戦では原則全試合派遣しているが、2014年の交流戦のみカードにより派遣の有無が混在していた。また、阪神戦におけるABCは2012年までは、MBSは2017年まで原則全試合派遣していたが、いずれも翌シーズンからはカードにより派遣の有無が混在している。尤も、2020年以降は新型コロナウィルス感染拡大防止の観点から、いずれのプロ野球中継制作局も自社制作中継を除いてビジターへのアナウンサーの派遣を見合わせている。
また、アナウンサーの人員不足の影響から、2022年シーズンより一部の自社制作中継でベンチリポーターを配置せず、選手談話等も実況アナウンサーが読み上げるケースが見られるようになった。稀にビジター地元局がアナウンサーを派遣した場合に、該当アナウンサーがソフトバンク側も含めてリポートを伝えるケースもある。
ニッポン放送への委託制作分では、KBC出身である師岡正雄（ニッポン放送に移籍→退社後も契約扱いで出演）が実況を担当することがある。

### 過去の実況アナウンサー
- 石田一洋（現・関西テレビ、2013年まで担当）※スカパー!でギラヴァンツ北九州戦実況担当あり
- 岩谷源一
- 植草朋樹（現・テレビ東京。前述した植草結樹の実弟・植草峻の伯父）
- 上杉あずさ（2018年・2019年のファーム公式戦中継のベンチリポートのみ。2022年には特別企画の際に放送席ゲストとして出演するケースがある）
- 榎本猛（のちに日本教育テレビ〈現：テレビ朝日〉に移籍）
- 河路直樹（現・フリー）
- 桐田穣
- 隈部崇之
- 佐藤巧（入社2年目の2016年からベンチリポーター専任で加入。同年8月27日の対ロッテ戦で初実況を務めたことを機に、9月頃に公式サイトで氏名を記載。2023年3月いっぱいで退職のため、開幕戦である3月31日の対ロッテ戦のベンチリポートを最後に離脱。以降はホークス球団制作中継の実況アナウンサーとして活動）
- 杉山明男
- 田中友英（スカパー!でギラヴァンツ北九州戦実況担当あり。ラジオ大阪時代にはKBC向けの裏送りやネット受けで実況していた。2023年シーズンはスポーツ部所属となった影響もあり、実況機会を大幅に限定して担当していたが、2024年シーズンからタイムテーブルからが記名が外れたため離任したとみられる）
- 服部義夫（2017年までは実況も含めて担当。ただし2013年はアナウンス部からテレビ制作部へ一時異動したため、開幕カードのみ担当だった。2018年以降離脱していたが、人員不足の影響もあり2022 - 2024年に不定期でベンチリポーターを務めていた）
- 本田奈也花（2021年7月から同年シーズン終了まで。ベンチリポートのみ。翌2022年はテレビで平日の夕方の「タダイマ!」のニュース担当及び「カリメン」水曜日パーソナリティとなったため出演していない）
- 宮脇憲一（2013 - 2021年。2022年4月改編からテレビで平日の夕方に「タダイマ!」のMCを担当することに伴って離脱）
- 三好ジェームス（2014年7月 - 2020年。スカパー!でギラヴァンツ北九州戦実況担当はあるが、本番組ではベンチリポートが中心で、2016年8月25日の対楽天戦で初実況。2021年以降も番組公式サイトに記名は続けられたものの、他番組との兼ね合いから中継への出演はテレビのみとなっていた。2022年6月にアナウンス部から営業部へ異動後、2023年7月末に退社）
- 森田浩康（1978年にテレビ神奈川へ移籍した後に定年退職）
- 四家秀治（のちにテレビ東京へ移籍、現在はフリー）
- 渡辺篤

## 番組の特徴
- 2007年より、CM明けのジングルにて、番組解説者のキャッチコピーが紹介されるようになっている。
- 2003年からは、ホークスが得点した場合にインストが入っており、ホームランによる加点と、それ以外で異なるインストが流れる（ホームランの時のインストはやや長い）。ただしRKB制作でHBC、TBCなどその日に対戦相手となる球団の地域局にもネットされる場合はインストは流れない。
  - 2003年にホークスがリーグ優勝・日本一になった瞬間に、特別なインストが流れた
- 以前は相手チームの地域にネットされている場合でもホークスが敗れた場合はヒーローインタビューを放送せず、終了していたが、現在はヒーローインタビューも放送している。
- 日曜のデーゲームでは2018年までのKBCでは競馬中継（MBSラジオ『GOGO競馬サンデー!』の一部時間帯ネット）による中断があるが、RKBでは交通規制情報など一部を除き、原則中断はなかった。2019年から競馬中継のネット局がプロ野球シーズンオフの10月 - 3月はRKBに、シーズン中の4月 - 9月はラブエフエム国際放送（LOVE FM）に移行するため、デーゲーム中継時の競馬中継による中断はないが、在阪球団主催のビジターゲーム時はKBCまたはRKBのいずれか（オリックス戦および日曜日の阪神戦は裏送り）とLOVE FMでMBS制作番組の競合が発生していた。なおKBCは2023年度から土・日曜は開幕戦・ポストシーズンを除き、ホークス戦ビジターの試合の中継を取りやめたほか、2024年から『GOGO競馬サタデー/サンデー』（土曜日はMBS製作・CRK委託放送）の野球シーズン中のLOVE FMへの迂回放送が廃止され、通年でRKBでの放送となったため、このような事例はなくなった。
- 5回ウラ終了後及び試合終了後には「エキサイトホークスダイジェスト」と題し、その日のホークス戦の流れを簡単に振り返っている（コーナータイトルコールは当日実況担当アナが生で行い、ホークス得点場面ではその実況音声を再生）。ビジターゲーム裏送り中継時でも（特に西武ドームの対西武戦、千葉マリンの対ロッテ戦）RKB以外の開催地の局の実況アナが「エキサイトホークスダイジェスト」のタイトルコールをRKB実況アナ同様に行っている。但しホークス戦がRKB以外の他地域局にもネットされる場合はコーナータイトルが「ホークス戦ダイジェスト」に変わり（特に毎週火曜はKRY・NBC・OBS・RKK・MBCにもホークス戦をネット）、さらにビジター側の地元局に流れている場合はタイトルが単に「ダイジェスト」となる。
  - 2017年まででJRN全国中継となった場合（セ・パ交流戦の対巨人戦など）は「ダイジェスト」そのものを割愛することが多かった。2018年以降に関東へネットされる場合、RF（巨人戦）は「ダイジェスト」もそのまま流すことが多いが、QR（西武戦）は殆ど流さずに自社のスタジオパートに差し替えている。またLFへネットされる場合（週末のセ・リーグ非開催時など）については、5回ウラ終了後はかつてのJRN全国中継時同様に割愛する一方、試合終了後は他地域へのネットを先に終了させた上で通常通り行うことがある。

- 対楽天戦及び（セパ交流戦）対広島戦のビジターゲーム（楽天生命パーク宮城・マツダスタジアムおよび主に対広島戦での尾道・三次・呉での開催試合）の場合、土・日曜デーゲームはTBC及びRCCとネット（火曜はTBCも該当。月・火曜デーゲーム時のRCCの対応は未定）。水・木・金はTBC及びRCCがRKB（JRN）用に裏送り制作する（対楽天戦は月曜も、対広島戦は月・火・土・日曜ナイターも該当し、自局中継はNRNライン=KBCとのネットで放送。後者の場合、実況音声は日程の関係で火曜の九州・山口ブロックネットやカードの都合によるHBC・CBC・QR（平日）・LF（土・日曜）との個別ネットにならない限りRKBにしか流れないので「エキサイトホークスダイジェスト」のタイトルコールをJRN=RKB用実況担当のTBC及びRCCアナが行う）。
- ホークスが地元（PayPayドーム）で試合を行う日は7回裏攻撃前と試合終了後に（試合終了後は次枠「A-LIVE」内で）加藤淳也がPayPayドームの観客に当日の試合の感想などをインタビューしている（RKB以外の他地域にネットされている毎週火曜も会場がPayPayドームの場合は福岡ローカル同様加藤が登場。試合終了後リポートの場合、当日ホークスが勝った場合は加藤がPayPayドームに残っている観客と共に万歳三唱をしている。ただし、対戦相手のホームである地域にも当然流れるため、中立放送を行っていないという批判も出ており、2014年以降はHBCはホークス勝利時は試合終了後に放送を飛び降りるようになった。また、7回攻撃前の時間帯は2017年以降は球場に流れる「いざゆけ若鷹軍団」を流すようになったため、HBCはその間も自局スタジオからの音声を流している。なお、2019年は『花の応援団』の定時放送取りやめに伴い本番組内での中継は行わなくなったが、代替として『仲谷一志・下田文代のよなおし堂』で加藤による中継コーナーを行っている。
- 2014年と2015年のホークス戦中継では、（裏送り分を含めた）毎回の放送で、試合終了後に解説者が「エキサイトホークス 今日のヒーロー」を選出。選出回数を毎月集計したうえで「マンスリーヒーロー」を決めるとともに、『花の応援団』との連動企画として、リスナーから「マンスリーヒーロー」の予想を受け付けている。

## エピソード
- 稲尾和久がはじめてRKBの解説者を務めた頃（1975年 - 1977年）、同番組の広告では、『稲尾和久のRKBエキサイトナイター』というタイトルが表記されていた（ただし、野口正明も解説を担当していた）。
- 2007年の交流戦「ソフトバンクvs阪神」戦では、本来ならABCラジオと組む火・水曜日の開催ではあるが、MBS毎日放送制作の関西地区向け中継の技術協力を担当した（MBSとRKBは兄弟的関係の会社である。ABC向けはKBCが技術協力）。そのためか火曜日は誤ってJRNの速報チャイムを使用してしまった。
- 2012年の「阪神vsソフトバンク」戦では、自社制作を見送り、10日（日曜デーゲーム）はABCから、11日（月曜ナイター）はMBSからネット受けしたが、10日はABCの不手際により、RKBが加盟していないNRNの速報チャイムが使われた（もっとも、報道素材としてはNRNキー局の文化放送に配信された）。

## テーマソング
2002年まではTBSスポーツテーマである「コバルトの空」（作曲：レイモンド服部）を使用していたが、キー局であるTBSの方針で、TBS系列各局が「コバルトの空」を使用しなくなったため、2003年から2006年までは春畑道哉の「For the Heroes」を使用していた（2007年からは再び別の楽曲に変更された）。